# Union de Krewo
L'union de Krewo est une alliance politique et dynastique signée en 1385 entre la monarchie polonaise, au nom de la reine de Pologne Hedwige Ire, et le grand-duc de Lituanie, Jogaila Algirdaitis, qui crée une union personnelle des deux États sous l’autorité d’un seul roi. En échange de la main d'Hedwige et de la couronne de Pologne, le prince lituanien s'engage à embrasser la religion chrétienne et à faire baptiser l'ensemble de son peuple. C'est le premier acte d'une série d'accords préparant le rapprochement du royaume de Pologne et du grand-duché de Lituanie qui aboutit à la république des Deux Nations.

## Histoire

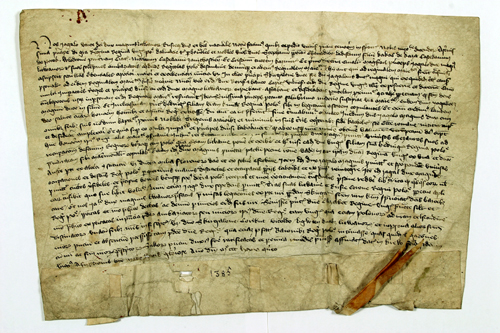
L'acte de l'union de Krewo.

Le document signé dans la ville de Krewo (aujourd'hui Kreva, en Biélorussie) le 14 août 1385 stipule :
- la conversion du grand-duc Władysław II (en français, Ladislas II Jagellon ; en lituanien, Jogaila Algirdaitis) et des nobles lituaniens à la religion catholique ;
- la libération de tous les prisonniers polonais détenus par les Lituaniens ;
- le mariage de la reine de Pologne Hedwige Ire et du grand-duc lituanien ;
- le couronnement de Jogaila Algirdaitis comme roi de Pologne sous le nom de Władysław II Jagiełło (en français, Ladislas II Jagellon) ;
- l'union des terres de Lituanie et de Pologne sous la règlementation  des lois de la Pologne « pour toute l'éternité » ;
- la récupération des possessions et des territoires perdus par le royaume de Pologne, sans toutefois préciser lesquels.

L'union de la Couronne polonaise et de la grande-principauté de Lituanie par l’union personnelle n'est pas dirigée contre l'ordre Teutonique, mais son existence gêne les projets de ce dernier. La noblesse polonaise est partagée entre l'opposition aux chevaliers teutoniques et la menace croissante des Russes, mais tout le monde tombe d'accord sur le fait que l'union ferait une plus grande force face aux menaces extérieures.

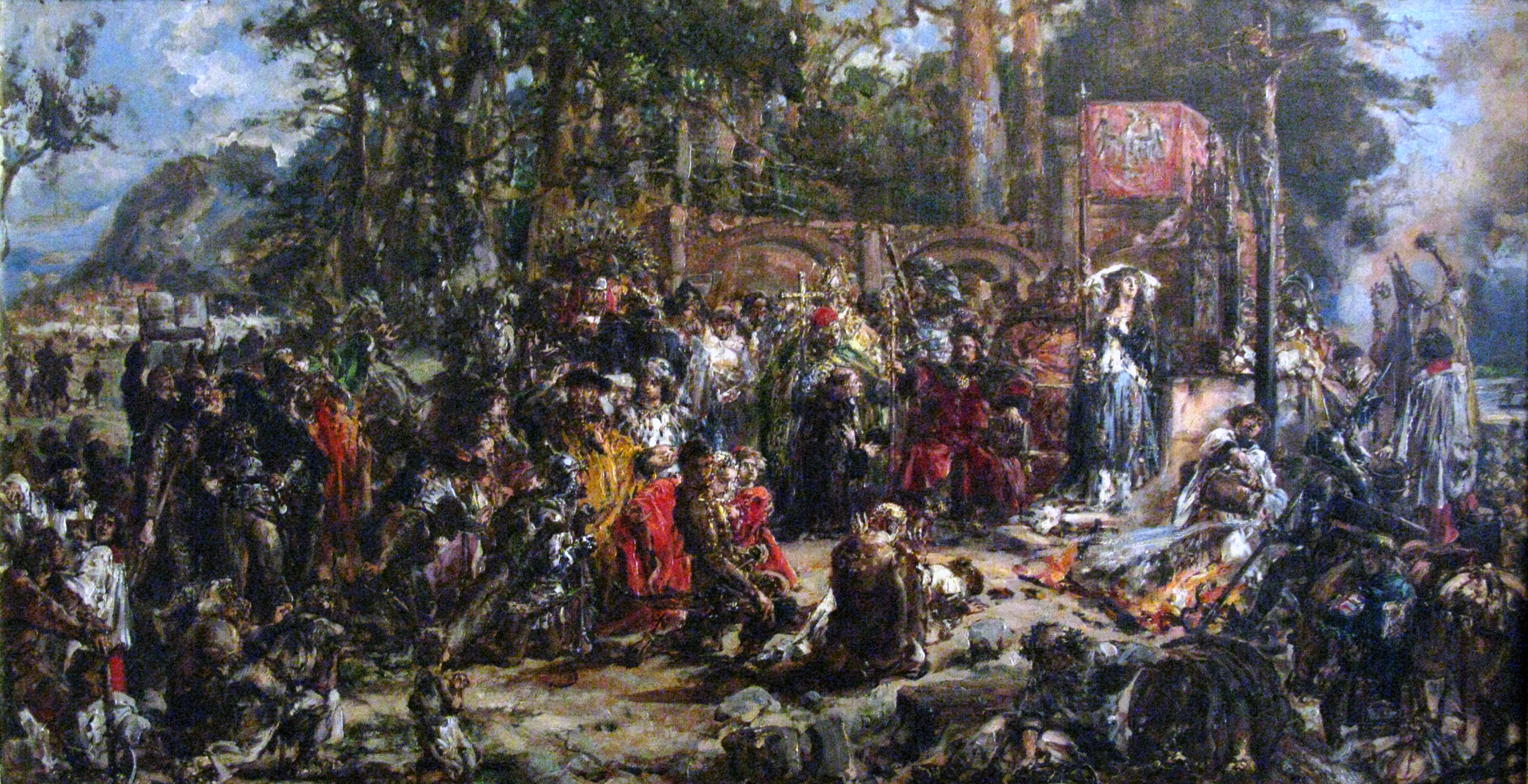
Baptême des Lituaniens en 1387, par Jan Matejko.

Le baptême du prince a lieu le 14 février 1386 et le mariage est célébré le 18 février 1386. Le grand maître de l'ordre Teutonique se voit demandé de jouer le rôle de parrain mais il refuse et entreprend une action militaire contre la Lituanie qu'il juge toujours païenne. Dans même temps, le pape érige Vilnius en évêché.
Tandis que Władysław II et Hedwige règnent sur la Pologne et la Lituanie à Cracovie, le pouvoir réel en grande principauté de Lituanie est entre les mains du cousin de Władysław, Vytautas le Grand, qui suit une politique généralement indépendante. À la mort de la reine Hedwige en 1399, Władysław reste le souverain de la Pologne et devient ainsi le fondateur de la dynastie Jagiellon.
L'alliance démontre son efficacité lorsqu'elle vient à bout des chevaliers teutoniques en leur infligeant une défaite décisive à la bataille de Grunwald en 1410.